# Alfred Bowerman
Alfred James Bowerman (Barnstaple, 22 november 1872 - Brisbane, 20 juli 1947) was een Brits Cricketspeler. 
Bowerman won met het Britse ploeg de gouden medaille.

## Erelijst
- 1900 –  Olympische Spelen in Parijs team